# Andriej Bitow
Andriej Gieorgijewicz Bitow (ros. Андрей Георгиевич Битов; ur. 27 maja 1937 w Leningradzie, zm. 3 grudnia 2018 w Moskwie) – rosyjski pisarz. Jeden z twórców postmodernizmu w literaturze rosyjskiej oraz almanachu Metropol. W swoich utworach podejmuje problematykę moralną w środowisku inteligencji stosując technikę tzw. strumienia świadomości.

## Życiorys
Urodził się 27 maja 1937 w Leningradzie, na Pietrogradzkiej Stronie, ZSRR (obecnie Sankt-Petersburg). Ojciec G.L. Bitow był architektem, matka O.A. Bitow (z domu Kiedrowa) adwokatem. Miał brata Olega – słynnego radzieckiego tłumacza i dziennikarza w zakresie międzynarodowych stosunków. Według jego słów, oprócz narodowości rosyjskiej, jest też Czerkiesem w piątym pokoleniu.
W trakcie II wojny światowej i blokady Leningradu, w 1942 roku został wywieziony za Ural i potem do środkowej Azji. W 1944 roku powrócił do rodzinnego miasta.
W 1954 roku ukończył Liceum nr 213 – pierwsze w Leningradzie, które nauczało szereg przedmiotów w języku angielskim.
W 1955 roku zaczął studia w Leningradzkim Instytucie Górniczym. Został wykreślony z listy studentów przez władzę za „niepożądane elementy” i w latach 1957–1958 pracował w batalionie budowlanym. W 1958 roku wrócił na uczelnię i ukończył studia na wydziale geologiczno-poszukiwawczym w 1962 roku.
Zaczął pisać wiersze jeszcze na studiach w 1956 roku, kiedy wstąpił do kółka literackiego LITO na swojej uczelni, którym kierował Gleb Siemionow – poeta, mentor leningradzkich debiutantów. Wiersze zostały wydane w drugim zbiorze poetyckim LITO, który został spalony na rozkaz komitetu partyjnego uczelni latem 1957 roku.
Po studiach przepracował mniej niż rok jako wiertniczy w Niewskiej Geologicznej Partii w Przesmyku Karelskim. W wieku 25 lat poświęcił się całkowicie pisarstwu.
Naśladując Wiktora Golawkina, zaczął pisać krótkie opowiadania absurdu, opublikowane dopiero w latach 90. XX w. Często w wywiadach opisywał siebie jako nieprofesjonalnego pisarza, chociaż należał od 1965 roku do Związku Pisarzy ZSRR.
W latach 1960–1978 wydał około 10 książek z prozą.
W związku z opublikowaniem w 1978 roku w USA powieści Dom Puszkina i uczestnictwem w tworzeniu almanachu Metropol, dostał zakaz publikowania w ZSRR do 1986 roku.
Jego los zdecydowanie poprawił się w czasach pieriestrojki. Od 1987 roku ponownie publikował w ZSRR – wydano powieść Dom Puszkina; zaczął wyjeżdżać za granicę, prowadzić wykłady, sympozja, zajął się działalnością na rzecz obrony prawa. W 1988 roku wziął udział w tworzeniu rosyjskiego Pen-Clubu, a od 1991 był jego prezesem. W 1991 roku był jednym z twórców nieformalnego stowarzyszenia „BaGaŻ” (oprócz niego byli to jeszcze Bella Achmadulina, Iosif Aleszkowski i Michaił Żwanieckij).
W latach 1992–1993 był stypendystą Wissenschaftskolleg zu Berlin.
W 1997 roku został doktorem honoris causa Państwowego Uniwersytetu w Erywaniu oraz honorowym obywatelem Erywania.

## Twórczość
| Zbiory - 1963 – Wielka kula (ros. Большой шар) - 1968: - Aptiekarskij ostrow (ros. Аптекарский остров) - Podróż do przyjaciela z lat dziecinnych (ros. Путешествие к другу детства) - 1976 – Dni czełowieka (ros. Дни человека) - 1980 – Woskriesnyj dien' (ros. Воскресный день) - 1986 – Kniga putieszestwij (ros. Книга путешествий) - 1988 – Czełowiek w piejzaże (ros. Человек в пейзаже) - 1997: - Dieriewo (ros. Дерево) – zbiór wierszy - W czetwierg posle dożdia (ros. В четверг после дождя) – zbiór wierszy - Zapiski nowiczka (ros. Записки новичка) - 1998 – Nieizbieżnost’ nienapisannogo (ros. Неизбежность ненаписанного) - 2004 – Kawkazskij plennik (ros. Кавказский пленник) - 2005 – Nowyje swiedienia o czełowiekie (ros. Новые сведения о человеке) - 2006 – Połupis’miennyje soczinienija (ros. Полуписьменные сочинения) - 2009 – Bitwa (ros. Битва) - 2010 – Tiekst kak tiekst (ros. Текст как текст) Powieści - 1978 – Dom Puszkina (ros. Пушкинский дом) - 1990 – Uletajuszczyj Monachow (ros. Улетающий Монахов) - 1995 – Ogłaszennyje (ros. Оглашенные) - 2008 – Priepodawatiel simmietrii (ros. Преподаватель симметрии) Opowiadania i nowele - 1962 – Pieniełopa (ros. Пенелопа) - 1963: - Wielka kula (ros. Большой шар) - Babuszkina piała (ros. Бабушкина пиала) - Inostrannyj jazyk (ros. Иностранный язык) - Dubl (ros. Дубль) - Solnce (ros. Солнце) - Jubilej (ros. Юбилей) - Strasznaja siła (ros. Страшная сила) - Dwier' (ros. Дверь) - Żeny niet doma (ros. Жены нет дома) - Fig (ros. Фиг) - 1965: - Takie długie dzieciństwo (ros. Такое долгое детство) - Daleko ot doma (ros. Далеко от дома) - 1966: - Bolszoj szar (ros. Большой шар) - No-ga (ros. Но-га) - 1967: - Letnisko (ros. Дачная местность lub Жизнь в ветреную погоду) - Biezdielnik (ros. Бездельник) - 1967-1969 – Uroki Armienii (ros. Уроки Армении) - 1968: - Podróż do przyjaciela z lat dziecinnych (ros. Путешествие к другу детства) – polskie tłumaczenie Zofia Gadzinianka - Odna strona (Putieszestwije mołodogo czełowieka) (ros. Одна страна (Путешествие молодого человека)) | - 1971 – Pticy, ili Nowyje swiedienija o czełowiekie (ros. Птицы, или Новые сведения о человеке) – nowela-esej - 1979: - Pochorony Doktora (ros. Похороны Доктора) - Poslednij miedwied' (ros. Последний медведь) - Głuchaja ulica (ros. Глухая улица) - 1983 – Wkus (ros. Вкус) - 1985 – Gruzinskij albom (ros. Грузинский альбом) - 1987: - Priepodawatiel simmietrii (ros. Преподаватель симметрии) - Czełowiek w piejzaże (ros. Человек в пейзаже) - Fotografija Puszkina (ros. Фотография Пушкина) - 1989 – Doktor (ros. Доктор) - 2000 – O wchodie i wychodie, wchodie i wychodie (ros. О вдохе и выходе, входе и выдохе) - 2004 – W nocz pod Rożdiestwo (ros. В ночь под Рождество) - 2014 – Paradoksow drug (ros. Парадоксов друг) - Hazard czyli kulisy podróży - Inostrannyj jazyk (ros. Иностранный язык) - Infantjew (ros. Инфантьев) - Czto było, czto jest’, czto budiet... (ros. Что было, что есть, что будет...) - Aptiekarskij ostrow (ros. Аптекарский остров) - Rassiejannyj swiet (ros. Рассеянный свет) - Ibo ja nazywajus’ lew... (ros. Ибо я называюсь лев...) - Priedisłowije pieriewodczika (ros. Предисловие переводчика) - Wid nieba Troi (ros. Вид неба Трои) - Stichi iz kofiejnoj czaszki (ros. Стихи из кофейной чашки) - Nasz czełowiek w Chiwie (ros. Наш человек в Хиве) - Wnuk 29-go apriela (ros. Внук 29-го апреля) - Obraz (ros. Образ) - Żyzn’ w wietriennuju pogodu (ros. Жизнь в ветренную погоду) - Mołodoj Odojewcew, gieroj romana (ros. Молодой Одоевцев, герой романа) - Emigracyja kak oskorblenije (ros. Эмиграция как оскорбление) - Awtobus (ros. Автобус) Publicystyka - 1983 – Poslesłowije k romanu K. Krista „Oprokinutyj mir” (ros. Послесловие к роману К. Приста „Опрокинутый мир”) - 1987 – Obszczaja sud’ba (ros. Общая судьба) - 1989 – Klucz k „Antisieksusu” Andrieja Płatonowa (ros. Ключ к „Антисексусу” Андрея Платонова) - 1990: - Zapiski iz-za ugła (ros. Записки из-за угла) - Odnokłassniki (ros. Одноклассники) - Wstupitielnaja statja (ros. Вступительная статья) - 1996 – Powtorienije nieprojdiennogo (ros. Повторение непройденного) - 2001 – Pieriepugannyj tałant, ili Skazanije o pobiedie formy nad sodierżanijem (ros. Перепуганный талант, или Сказание о победе формы над содержанием) - 2002: - Pamiatnik litieratury kak żanr (ros. Памятник литературы как жанр) - Pamiati Wiktora Konieckogo (ros. Памяти Виктора Конецкого) - 2004 – Litieraturnyj gieroj kak gieroj. Rassużdienije w żanrie intiełlektualnogo primitiwa (ros. Литературный герой как герой. Рассуждение в жанре интеллектуального примитива) - 2006 – Pustaja scena (ros. Пустая сцена) - 2014 – Nowyj mir (ros. Новый мир) |  |